# Phanaeus haroldi
Phanaeus haroldi là một loài bọ cánh cứng trong họ Bọ hung (Scarabaeidae).